# Аксолотл
Аксолотл (лат. Ambystoma mexicanum) је најпознатији мексички неотенични репати водоземац из фамилије тиграстих даждевњака. Ларве ове врсте не пролазе кроз метаморфозу, тако да одрасле јединке живе у води и задржавају шкрге. Аксолотл потиче из језера која се сада већим делом налазе испод града Мексика. Аксолотли се користе у биолошким истраживањима као модел-организми, због способности да регенеришу делове тела, лаког узгајања и великих ембриона. Врста се сматра критично угроженом.

## Опис
Репродуктивно зрео аксолотл, у узрасту 18–24 месеци, дугачак је од 15 до 45 cm, најчешће око 23 cm. Аксолотли поседују карактеристике ларви даждевњака попут спољашњих шкрга и репног пераја које иде од главе. Главе су им широке, а очи немају капке. Удови су им слабо развијени и имају дуге прсте.

## Боја тела аксолотла
Боја тела је код аксолотла под плејотропним утицајем четири гена, који поседују по два алела у доминантно-рецесивном односу:
1. — „тамни“ ген, где присуство алела d карактерише мутанте у развићу, код којих се ћелије са пигментима (меланофоре, иридофоре и ксантофоре) не рашире по целом телу;
2. — „меланични“ ген, где присуство алела  онемогућава синтезу иридофора;
3. — „албино“ ген, где присуство алела  онемогућава синтезу меланина;
4. — „аксантични“ ген, где присуство алела ax означава непостојање ксантофора ни иридофора.

Заједничко деловање ових гена одређује прераспоређивање ћелија са пигментима по телу, као и тип ћелија са пигментима које су присутне у телу. Укупан број различитих фенотипских варијанти, односно различитих обојености тела, је 15. Овде су описане најкарактеристичније, са генетичком основом обојености.
Најуобичајенија варијанта боје („wild type“) је маслинасто-тамнобраон, чији је генотип (D/_ M/_ A/_ AX/_). Црна боја (меланизам) јавља се код јединки са комбинацијом алела m/m (генотип D/_ m/m A/_ AX/_). Мало светлије, али и даље врло тамне, јединке су оне са комбинацијом ax/ax (генотип D/_ M/_ A/_ ax/ax). Леуцистичне, тј. светло обојене (беле или бледо ружичасте) са пигментисаним (тамним) очима, су оне јединке код којих постоји комбинација алела d/d (генотип d/d M/_ A/_ AX/_).
Комбинација рецесивних албино алела, a/a, доводи до четири варијанте боје (4 варијанте албинизма), у зависности од других алела:
- доводи до најједноставнијег албинизма, када су јединке жуто-златне боје;
- уколико је присутна и комбинација d/d, албино јединка је потпуно бела, са сјајним иридофорама јасно видљивим у шкргама;
- уз  албино јединка је беле боје, са прелазом у златно-жуту на леђима;
- са  албино јединка је потпуно бела, са старењем добија жуту боју услед депоновања рибофлавина.